# San Pedro (Villar de Barrio)
San Pedro es una entidad de población situada en la parroquia de Maus, del municipio español de Villar de Barrio, en la provincia de Orense, Galicia.

## Demografía
La entidad de población de  San Pedro no consta ni en la base de datos del Instituto Nacional de Estadística español ni en la del Instituto Gallego de Estadística por lo que se desconocen los datos demográficos de la misma.